# Strada statale 75 (Polonia)
La strada statale 75 (sigla DK 75, in polacco droga krajowa 75) è una strada statale polacca che attraversa il Paese da Cracovia a Muszynka.